# 楯縫郡
- 令制国一覧 > 山陰道 > 出雲国 > 楯縫郡
- 日本 > 中国地方 > 島根県 > 楯縫郡

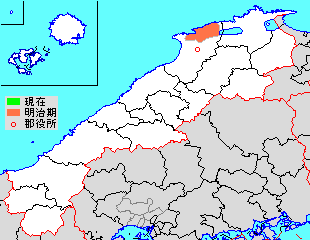
島根県楯縫郡の位置

楯縫郡（たてぬいぐん）は島根県（出雲国）にあった郡。

## 郡域
1879年（明治12年）に行政区画として発足した当時の郡域は、出雲市の一部（小境町、坂浦町以西かつ斐伊川、東林木町、西林木町、別所町、唐川町、猪目町より北東）にあたる。

## 歴史

### 古代
律令制の施行により制定されたと考えられる。『出雲国風土記』によれば、郡名はこの地で杵築大社の神事道具として楯を造り始めたことに因むとしている。一方、古代日本語で｢段丘上の平地｣や｢高地の端にある崖｣を指すという説(根拠不明)もある。郡家は楯縫郷にあった。

#### 郷里
天平5年（733年）2月30日に成立したとされる『出雲国風土記』には4の郷の内に12の里があったとされ、以下の郷の記載がある。4つの郷にはそれぞれ3つの里があった。
- 佐香郷 - 現在の出雲市小境町、鹿園寺町、園町、坂浦町、美野町辺り。
- 楯縫郷 - 現在の出雲市多久町、多久谷町、小伊津町、三津町、上岡田町、岡田町辺り。
- 玖潭郷 - 忽美郷から神亀3年（726年）に改名した。現在の出雲市久多見町、東福町、東郷町辺り。
- 沼田郷 - 努多郷から神亀3年（726年）に改名した。現在の出雲市本庄町、万田町、西郷町、西平田町の一部、平田町の一部、口宇賀町の一部辺り。
- 餘戸里 - 現在の出雲市十六島町、小津町、釜浦町辺りと考えられる。
- 神戸里 - 現在の出雲市塩津町、美保町、野石谷町辺りと考えられる。

#### 式内社
『延喜式』神名帳に記される郡内の式内社。
| 神名帳                | 神名帳   | 神名帳 | 神名帳         | 比定社                   | 比定社                   | 比定社 | 集成 |
| 社名                  | 読み     | 格     | 付記           | 社名                     | 所在地                   | 備考   | 集成 |
| --------------------- | -------- | ------ | -------------- | ------------------------ | ------------------------ | ------ | ---- |
| 楯縫郡 9座（並小）    |          |        |                |                          |                          |        |      |
| 玖潭神社              | クタミノ | 小     |                | 玖潭神社                 | 島根県出雲市久多見町301  |        |      |
| 佐香神社              | サカノ   | 小     |                | （論）佐香神社           | 島根県出雲市小境町108    |        |      |
| 佐香神社              | サカノ   | 小     | （論）鞆前神社 | 島根県出雲市坂浦町2573   |                          |        |      |
| 宇美神社              | ウミノ   | 小     |                | 宇美神社                 | 島根県出雲市平田町688-1  |        |      |
| 多久神社              | タクノ   | 小     |                | 多久神社                 | 島根県出雲市多久町274    |        |      |
| 御津神社              | ミツノ   | 小     |                | 御津神社                 | 島根県出雲市三津町1593-1 |        |      |
| 能呂志神社            | ノロシノ | 小     |                | 野呂志神社               | 島根県出雲市野石谷町664  |        |      |
| 許豆神社              | コツノ   | 小     |                | 許豆神社（北宮）         | 島根県出雲市小津町212    |        |      |
| 許呂神社 （許豆神社） |          | 小     |                | 許豆神社（南宮）         | 島根県出雲市小津町92     |        |      |
| 水神社                | ミツノ   | 小     |                | 水神社                   | 島根県出雲市本庄町674    |        |      |
| 水神社                | ミツノ   | 小     | （論）三社神社 | 島根県出雲市小伊津町1654 |                          |        |      |
| 凡例を表示            |          |        |                |                          |                          |        |      |

### 近世以降の沿革

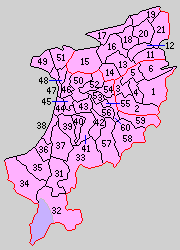
11.灘分村 12.平田町 13.国富村 14.鳶巣村 15.鰐淵村 16.西田村 17.北浜村 18.久多美村 19.佐香村 20.檜山村 21.東村（桃：出雲市 1 - 6は出雲郡 31 - 60は神門郡）

- 明治初年時点で、全域が出雲松江藩領であった。「旧高旧領取調帳データベース」に記載されている明治初年時点での村は以下の通り[2]。（26村7浦）

平田村、出来洲村、島村、水谷本庄村、万田村、小津浦、西々郷村、東福村、久多見村、東郷村、三浦、猪目村、小伊津村、多久村、多久谷村、園村、鹿園寺村、小境村、奥宇賀村、口宇賀村、国富村、河下村、別所村、唐川村、西代村、東林木村、西林木村、美談村、十六島浦、釜浦、塩津浦、唯浦、坂浦
- 明治4年
  - 7月14日（1871年8月29日） - 廃藩置県により松江県の管轄となる。
  - 11月15日（1871年12月26日） - 第1次府県統合により島根県の管轄となる。
- 明治12年（1879年）1月12日 - 郡区町村編制法の島根県での施行により行政区画としての楯縫郡が発足。「楯縫出雲郡役所」が平田村上ヶ分に設置され、出雲郡とともに管轄。
- 明治22年（1889年）4月1日 - 町村制の施行により、下記の各村が発足。全域が現・出雲市。（1町10村）
  - 灘分村 ← 島村、平田村灘分[6]、出来洲村
  - 平田町（平田村が単独町制）
  - 国富村 ← 西代村、国富村、美談村、口宇賀村
  - 鳶巣村 ← 東林木村、西林木村
  - 鰐淵村 ← 猪目浦、唐川村、別所村、河下村
  - 西田村 ← 奥宇賀村、万田村、水谷本庄村、西々郷村
  - 北浜村 ← 小津浦、十六島浦、釜浦、塩津浦、唯浦
  - 久多美村 ← 東福村、久多見村、東郷村、野石谷村[7]
  - 佐香村 ← 三浦、小伊津浦、坂浦
  - 檜山村 ← 多久村、多久谷村、岡田村[7]
  - 東村 ← 園村、鹿園寺村、小境村
- 明治27年（1894年）久多美村が檜山村大字岡田の一部を編入し、大字上岡田を設置[8]。
- 明治29年（1896年）4月1日 - 郡制の施行のため、出雲郡・楯縫郡・神門郡の区域をもって簸川郡が発足。同日楯縫郡廃止。